# 金孝玟
金 孝玟（キム・ヒョミン 朝鮮語: 김 효민、1983年1月23日 - ）は、韓国の女子プロボクサーである。仁川広域市出身。
元PABA女子フェザー級暫定王者。元IFBA世界フェザー級王者。元WBA女子世界スーパーフェザー級暫定王者。

## 来歴
2008年5月8日デビュー。
2008年7月7日、デビュー2戦目にしてピムチャノック・ルアムウォンとPABA女子フェザー級暫定王座を争い、7回KOで初タイトル獲得。
2009年5月30日、崔賢美が持つWBA女子世界フェザー級王座に挑戦するが、引き分けで王座ならず。
2009年10月15日、リサ・ブラウンと空位のIFBA世界フェザー級王座を争い、判定で王座獲得。
2010年7月17日、水谷智佳とWBA女子世界スーパーフェザー級暫定王座を争い、判定で王座獲得。2階級制覇達成。
2011年3月26日、サーイチョン・タイチオに4回KO勝利で初防衛を果たす。
2012年、WBA女子世界スーパーフェザー級暫定王座を剥奪された。

## 戦績
- 6戦 5勝 2KO 1分

## 獲得タイトル
- PABA女子フェザー級暫定王座
- IFBA世界フェザー級王座
- WBA女子世界スーパーフェザー級暫定王座